# Lancaster (Virginie)
Pour les articles homonymes, voir Lancaster.
Lancaster est une zone non incorporée et le siège du comté de Lancaster, dans l’État de Virginie, aux États-Unis.

## Source
- (en) Cet article est partiellement ou en totalité issu de l’article de Wikipédia en anglais intitulé « Lancaster, Virginia » (voir la liste des auteurs).